# Emmanuèle Bernheim

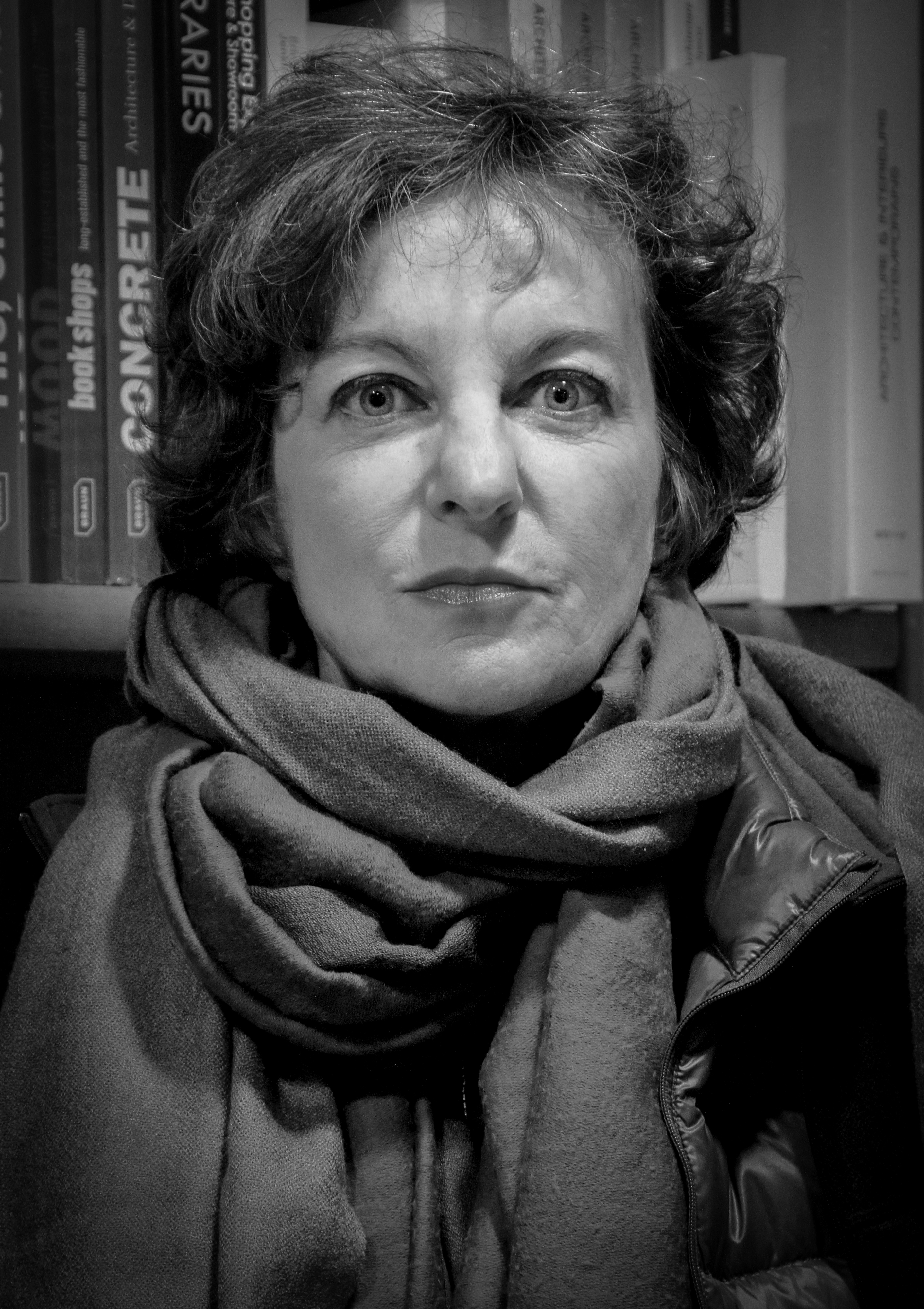
Emmanuèle Bernheim, 2013

Emmanuèle Bernheim (* 30. November 1955 in Paris; † 10. Mai 2017 ebenda) war eine französische Schriftstellerin, Drehbuchautorin und Japanologin.

## Leben
Emmanuèle Bernheim wurde 1993 für ihr Buch Sa femme (deutsch Die Andere) mit dem Prix Médicis ausgezeichnet. Für Tout s’est bien passé erhielt sie 2014 den „Grand prix des lectrices de Elle“ in der „catégorie document“.
Für den Film Swimming Pool wie auch für andere Filme François Ozons schrieb sie mit ihm zusammen das Drehbuch. Sie lebte in Paris und arbeitete auch für das Fernsehen.
Sie starb in ihrem 62. Lebensjahr in ihrer Geburtsstadt Paris an den Folgen ihres Lungenkrebses. An sie erinnert der Dokumentarfilm Être vivant et le savoir (2019) von Alain Cavalier. Im Jahr 2021 verfilmte François Ozon mit Alles ist gut gegangen ihr gleichnamiges Buch.

## Werke
- Le cran d’arrêt (1985); deutsch: Das Klappmesser. Übers. Eugen Helmlé. Klett-Cotta, Stuttgart 1987 ISBN 3-608-95430-9.
- Un couple (1987); deutsch: Ein Liebespaar. Klett-Cotta, Stuttgart 1989, ISBN 3-608-95626-3.
- Sa femme (1993); deutsch: Die Andere. Klett-Cotta, Stuttgart 1995, ISBN 3-608-93207-0; dtv, München 1997, ISBN 978-3-423-12413-3.
- Vendredi soir (1998); deutsch: Der rote Rock. Klett-Cotta, Stuttgart 1999, ISBN 3-608-93453-7.
- Stallone (2002); deutsch: Stallone. Klett-Cotta, Stuttgart 2003, ISBN 3-608-93387-5.
- Tout s’est bien passé (2013); deutsch: Alles ist gutgegangen. Hanser, Berlin 2014; Goldmann, München 2016, ISBN 978-3-442-15827-0.

## Drehbücher (Auswahl)
- 2000: Unter dem Sand (Sous le Sable), Regie: François Ozon
- 2002: Vendredi soir, Regie: Claire Denis
- 2003: Swimming Pool, Regie: François Ozon
- 2004: 5×2 – Fünf mal zwei (5x2), Regie: François Ozon